# Burkhard von Hornhausen
Burkhard von Hornhausen (* vor 1252; † 13. Juli 1260 in der Schlacht an der Durbe) war von 1257 bis 1260 Landmeister von Livland des Deutschen Ordens. Er war erster Komtur und leitete den Bau des Königsberger Schlosses.
Burkhard von Hornhausen erschien in Preußen um 1252. Im Jahr 1254 wurde er Komtur des Samlandes, war erster Komtur des Königsberger Schlosses (1255–1256) und vom 18. Januar 1255 bis 1257 Vize-Landmeister Preußens. 1257 wurde Burkhard Landmeister Livoniens. 1255 schloss er sich mit seinen Truppen dem tschechischen König Ottokar II. an und nahm an den Winterfeldzügen 1254 und 1255 teil.
Während des Feldzuges 1256 bis 1257 ließ er eine Reihe von Stützpunkten an der Stelle preußischer Wälle erbauen: Allenburg, Groß Wonsdorf und Georgenburg, und ließ Schloss Welau umbauen. Als Landmeister des Deutschen Ordens in Livland brachte er umfangreiche Ländereien unter Kontrolle des Ordens. Der Landmeister fiel am 13. Juli 1260 in der Schlacht an der Durbe.